# 佩蘭多
佩蘭多（Pelendur），是英國作家約翰·羅納德·魯埃爾·托爾金（J.R.R. Tolkien）的史詩式奇幻說《魔戒三部曲》中的虛構人物。
他是剛鐸（Gondor）的宰相和攝政王，任內王位在國王昂多赫（Ondoher）戰死後懸空，他拒絕將王位交給提出繼位要求的亞帆都（Arvedui）。

## 名字
佩蘭多（Pelendur）一名是昆雅語，意思可能是「帕蘭諾(居民)之僕」Servant of (the People of) the Pelennor。

## 總覽
佩蘭多是剛鐸的登丹人（Dunedain）。他屬於胡林家族（House of Hurin），父母親均名字不詳。不清楚他有沒有任何兄弟姊妹。他的兒子是維龍迪爾（Vorondil）。
他是剛鐸的宰相（Steward），亦短暫做過攝政王（Ruling Steward）。由佩蘭多開始，宰相之位變成世襲，由胡林家族所掌有。他任內至少服務過兩位剛鐸國王，昂多赫與埃阿尼爾二世（Eärnil II）。他在昂多赫國王死後攝政一年，因為昂多赫與他的近親全部死於對抗戰車民的戰爭中。那時，雅西頓（Arthedain）王儲亞帆都提出對剛鐸王位的要求，最終被佩蘭多拒絕，轉而把王位判給了埃阿尼爾。
他生於第三紀元1879年，死於1998年，享年119歲。

## 生平
佩蘭多生於第三紀元1879年，大概是在米那斯雅諾（Minas Anor）。在不明時間他成為了剛鐸的宰相。
1944年，昂多赫國王與他的近親戰死，佩蘭多在王位空懸時擔起統治剛鐸的責任，短暫成為攝政王。此時，亞帆都以自己是昂多赫之女費瑞爾（Fíriel）的丈夫為理由提出繼位要求，但佩蘭多堅持南方王位歸屬安那瑞安家族，故他與剛鐸眾議院拒絕了亞帆都的要求。亞帆都引用努曼諾爾的繼承法（女性能繼位）和埃西鐸（Isildur）沒有放棄剛鐸的主權的史實作為抗辯，但佩蘭多對此沒有作出回應。
1945年，剛鐸王位在南方登丹人的一致同意下，交給摧毀了戰車民（Wainriders）的埃阿尼爾將軍，佩蘭多重新成為宰相，為埃阿尼爾服務。
第三紀元1998年，佩蘭多去世，結束了至少54年的宰相統治和1年攝政王統治，由他的兒子維龍迪爾繼任宰相。

## 資料來源
1. 1 2 3 4  《中土世界的歷史》 Vol.12《中土世界的民族》 "The Heirs of Elendil"
2. ↑  .   [2011-11-11]. （原始内容存档于2020-12-03）.
3. 1 2 3 4  《魔戒三部曲》 2001年 聯經初版翻譯 附錄一帝王本紀及年表

| 前任： 不明 最終至胡林 （宰相） | 剛鐸宰相及攝政王 | 繼任： 維龍迪爾 （宰相） |